# Maurice Risch

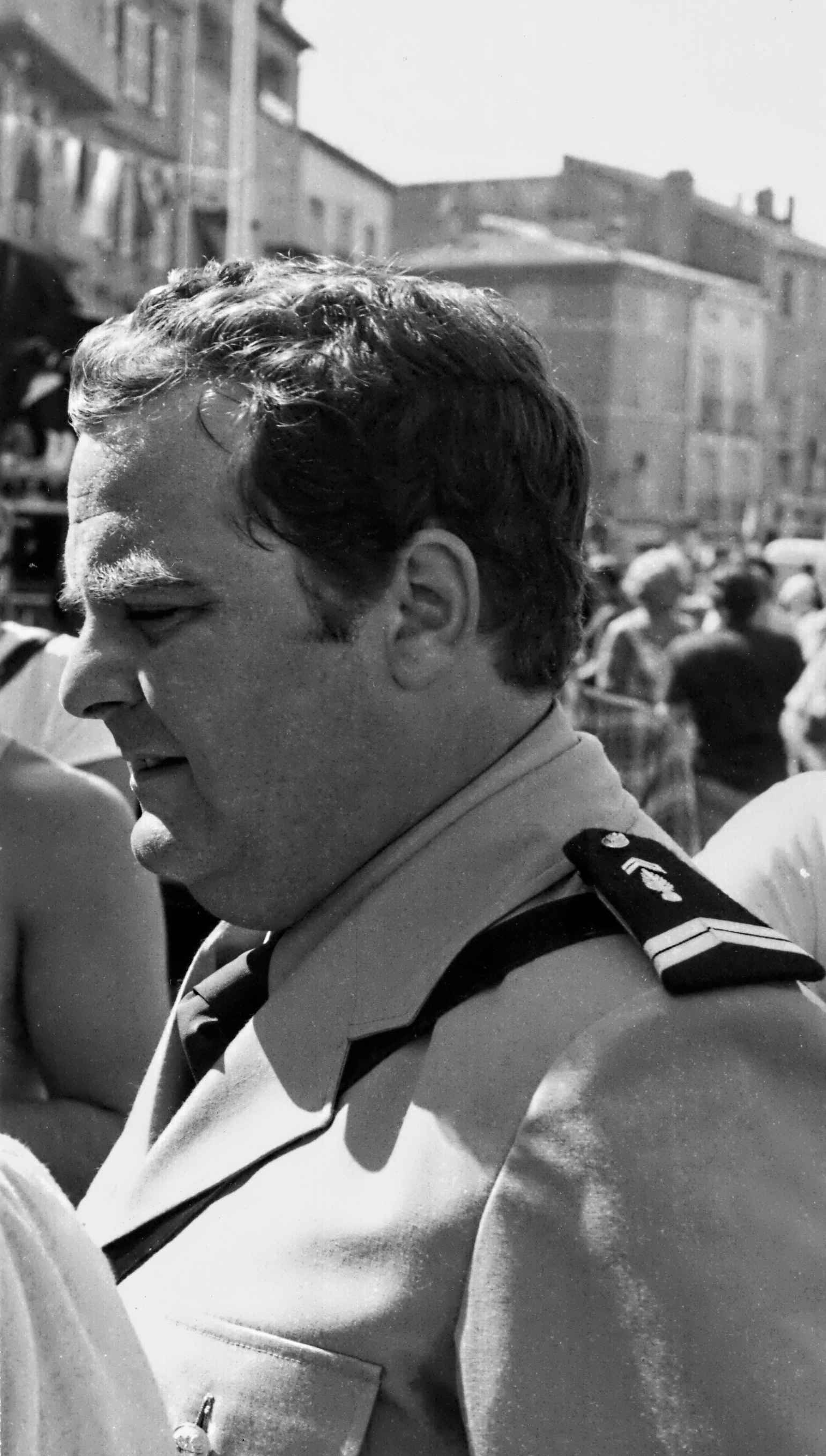
Maurice Risch, 1978

Maurice Risch (* 25. Januar 1943 in Paris, Frankreich; geboren als Maurice Albert Risch) ist ein französischer Schauspieler.

## Leben und Wirken
Maurice Risch studierte am Drama Centre der Rue Blanche sowie am Conservatory of Dramatic Arts und spielte 1966 an der Seite von Louis de Funès in Das große Restaurant seine erste Rolle in einem Film. Mit seinen großen ausdrucksstarken Augen und dem runden Gesicht stellt er eine häufig wiederkehrende Figur der französischen Filmkomödie dar. Als Risch in den 1970er-Jahren einige Zeit lang wie Jacques Villeret aussah, kam es beim Publikum und Kritikern zu Verwechslungen und zu einer Abschwächung seiner Karriere.
Am Theater sah man ihn unter anderem 1988 in dem Stück Pyjama pour six, Buch und Regie von Marc Camoletti, sowie 2003 am Théâtre du Palais-Royal in Francis Joffos Quel cinéma!.
Bis heute ist Risch aktiver Schauspieler in Kino, Fernsehen und Theater.

## Filmografie (Auswahl)
- 1966: Scharfe Kurven für Madame (Le grand restaurant)
- 1967: Balduin, der Ferienschreck (Les grandes vacances)
- 1972: Wir werden nicht zusammen alt (Nous ne vieillirons pas ensemble)
- 1972: Die große Masche (Tout le monde il est beau, tout le monde il est gentil)
- 1973: Mach’s gut, Nicolas (Salut, l’artiste)
- 1976: Die Tugend unserer Väter (L’Éducation amoureuse de Valentin)
- 1978: Der Querkopf (La zizanie)
- 1979: Louis’ unheimliche Begegnung mit den Außerirdischen (Le gendarme et les extra-terrestres)
- 1980: Die letzte Metro (Le dernier métro)
- 1980: Der Regenschirmmörder (Le coup du parapluie)
- 1981: Ausgerechnet ihr Stiefvater (Beau-père)
- 1981: Geheimaktion Marseille (L’ombre rouge)
- 1982: Louis und seine verrückten Politessen (Le gendarme et les gendarmettes)
- 1984: Jerry, der total beknackte Cop (Retenez-moi… ou je fais un malheur!)
- 1984: Unter Frauen (Vive les femmes!)
- 1986: Asterix bei den Briten (Astérix chez les Bretons)
- 1987: Wind und Sterne (Captain James Cook)
- 1995: L’hôtel du libre-échange
- 2001: Kinder haften für ihre Eltern (Mercredi, folle journée!)
- 2006: Le grand appartement
- 2010: Drôles de parents